# ریاض هذیلی
ریاض هذیلی (انگلیسی: Riadh Hedhili؛ زادهٔ ۲ آوریل ۱۹۷۲) بازیکن والیبال اهل تونس بود.